# فايع الألمعي
فايع الألمعي فنان تشكيلي سعودي، ولد في أبها جنوب المملكة العربية السعودية عام 1974م. أقام عشرات المعارض الفنية داخل وخارج السعودية، وحصل على العديد من الجوائز من بينها جائرة عزيز ضياء للبورتريه في نسختها الثانية عام 2018م.

## التعليم
- حاصل على درجة البكالوريوس في الجغرافيا من جامعة الملك سعود عام 1990م.[4]

## المعارض الفنية
- معرض ثلاثي في فندق السودة عام 1986م.
- المعرض الأول في المفتاحة عام2000م.
- المعرض الثاني محافظة رجال ألمع 2001م.
- المعرض الثنائى المصاحب للمعرض العام للسياحة الوطنية الثاني في عسير، وأقيم في جناح وزارة التعليم.
- المعرض الشخصي الثالث تحت عنوان (عسير السياحة)، وأقيم في كلية سلطان لعلوم السياحة والفندقة عام 2001م.
- المعرض الشخصي الرابع في أتيليه جدة 2002م.[2]

## الجوائز
- حصل على الجائزة الأولى في مسابقة الأمير خالد الفيصل لكليات المنطقة في الفن التشكيلي 1988م.
- حصل على الجائزة الأولى في التصوير الضوئي في مسابقة الأمير خالد الفيصل لكليات المنطقة عام 1989م.
- حصل على الجائزة الأولى في مسابقة أبها الثقافية الكبرى عام 1991م، وعام 1992م.
- حصل على الجائزة الأولى في مسابقة أبها الثقافية الكبرى على مستوى السعودية وشهادة استحقاق عام 1994م.
- حصل على الجائزة الأولى في معرض المراسم على مستوى السعودية عام 1995م .
- حصل على الجائزة الأولى في مسابقة أبها الثقافية على مستوى المملكة عام 1995م.[5]
- حصل على الجائزة الأولى وشهادة الاستحقاق في مسابقة أبها الثقافية الكبرى على مستوى المملكة عام 2002م.
- حصل على جائزة المفتاحه الأولى لأفضل تصميم لعام 2001م.
- حصل على الجائزة الأولى في المعرض الفني التشكيلي السعودي (نماء ورخاء) في مدينة الرياض عام 2001م.
- حصل على جائزة الأولى وشهادة الاستحقاق في المعرض الدولي في النمسا بمدينة فينا الذي نظمته جمعية الثقافة والفنون عام 2001م.[2]
- فاز بجائزة ضياء عزيز للبورتريه عام 2018م.[6]